# Фаунтен (Колорадо)
Фаунтен (англ. Fountain) — місто (англ. city) в США, в окрузі Ель-Пасо штату Колорадо. Населення — 29 802 особи (2020).

## Географія
Фаунтен розташований за координатами 38°42′20″ пн. ш. 104°42′16″ зх. д. / 38.70556° пн. ш. 104.70444° зх. д. (38.705634, -104.704499).  За даними Бюро перепису населення США в 2010 році місто мало площу 62,21 км², з яких 62,12 км² — суходіл та 0,09 км² — водойми. В 2017 році площа становила 58,22 км², з яких 58,16 км² — суходіл та 0,06 км² — водойми.

## Демографія
Згідно з переписом 2010 року, у місті мешкало 25 846 осіб у 8724 домогосподарствах у складі 6928 родин. Густота населення становила 415 осіб/км².  Було 9371 помешкання (151/км²).
Расовий склад населення:
| - 71,9 % — білих - 10,0 % — чорних або афроамериканців - 2,4 % — азіатів - 1,6 % — корінних американців - 0,8 % — вихідців з тихоокеанських островів - 5,9 % — осіб інших рас |

До двох чи більше рас належало 7,4 %. Частка іспаномовних становила 19,4 % від усіх жителів.
За віковим діапазоном населення розподілялося таким чином: 33,7 % — особи молодші 18 років, 61,0 % — особи у віці 18—64 років, 5,3 % — особи у віці 65 років та старші. Медіана віку мешканця становила 28,7 року. На 100 осіб жіночої статі у місті припадало 96,7 чоловіків;  на 100 жінок у віці від 18 років та старших — 91,4 чоловіків також старших 18 років.
Середній дохід на одне домашнє господарство  становив 67 961 долар США (медіана — 57 057), а середній дохід на одну сім'ю — 71 442 долари (медіана — 62 226). Медіана доходів становила 50 321 долар для чоловіків та 36 362 долари для жінок. За межею бідності перебувало 8,6 % осіб, у тому числі 10,0 % дітей у віці до 18 років та 9,3 % осіб у віці 65 років та старших.
Цивільне працевлаштоване населення становило 10 461 осіб. Основні галузі зайнятості: освіта, охорона здоров'я та соціальна допомога — 20,4 %, публічна адміністрація — 19,4 %, роздрібна торгівля — 12,4 %, мистецтво, розваги та відпочинок — 11,0 %.